# Randy Owen (musicista)
Randy Yeuell Owen, noto anche con lo pseudonimo di Randy Owem (Fort Payne, 13 dicembre 1949), è un cantante e chitarrista statunitense.
È principalmente noto per essere cofondatore e cantante del gruppo country Alabama.

## Biografia
Randy Yeuell Owen è cresciuto in una fattoria vicino a Fort Payne, in Alabama. È di origine inglese e scozzese.
Abbandonò la scuola al nono anno, ma dopo un breve periodo di pausa tornò e si diplomò alla Fort Payne High nel 1969. Successivamente Owen si è laureato in lingua inglese alla Jacksonville State University.
Alla fine degli anni '60, Owen e suo cugino, Teddy Gentry, iniziarono a suonare insieme in una band. Successivamente reclutarono anche un altro cugino, Jeff Cook, per formare una band, che hanno chiamato “Wildcountry”. La loro prima esibizione pubblica è stata a un talent show del liceo, che hanno vinto.
Successivamente il gruppo cambiò nome in Alabama.

## Vita privata
Owen si è sposato nel 1975 con Kelly Owen, sua attuale moglie. La coppia ha 3 figli. Lui è la sua famiglia vivono in un ranch di bestiame fuori Fort Payne.
È membro del consiglio di amministrazione della Jacksonville State University

## Discografia

### Solista
2008 - One on One (#77 USA)